# Escuela Evergreen
La Escuela Evergreen, es una histórica escuela ubicada en el 100 de City School Dr. en Evergreen, Alabama, Estados Unidos.
El edificio de estilo neoclásico es de ladrillo de un piso que fue construido en 1923 y ampliado en 1935 y 1948. La estructura fue incluida en el Registro Nacional de Lugares Históricos en 2016.